# Bienvenue à la maison, perdant
Bienvenue à la Maison, Perdant est une série télévisée américain de Warner Bros. Television diffusé entre le 30 juillet 2014 sur le réseau ABC Television Network,,.

## Distribution
- Joey Greer (VF :lui-même) : Connor O'Connor

- Catherine Urbanek (VF :elle-même) : Jeanie Mcnulty

- Ben Faigus (VF :lui-même) : Nathamiel Ulysses Tompkins

- Kinna McInroe (VF :elle-même) : Rita O'Connor

- Nora Menken (VF :elle-même) : Lily Steves

- Evan Marden (VF :lui-même) : Josh

- Anna Menken (VF :elle-même) : Willa

- Aiden Meren (VF :lui-même) : Jason

- Alan Menken (VF :lui-même) : Nick O'Connor

- Janis Menken (VF :elle-même) : Miranda O'Connor

- Tonya Pinkins (VF :elle-même) : Mimi